# دي دي وود
دي دي وود (بالإنجليزية: Dee Dee Wood)‏ هي مصممة رقص أمريكية، ولدت في عقد 1930.

## وصلات خارجية
- دي دي وود على موقع IMDb (الإنجليزية)
- دي دي وود على موقع قاعدة بيانات برودواي على الإنترنت (الإنجليزية)
- دي دي وود على موقع قاعدة بيانات الفيلم (الإنجليزية)